# Pulaski County, Georgia
Pulaski County är ett administrativt område i delstaten Georgia, USA, som i juli 2007 hade 9 843 invånare.  Den administrativa huvudorten (county seat) är Hawkinsville. 

## Geografi
Enligt United States Census Bureau har countyt en total area på 647 km². 641 km² av den arean är land och 6 km² är vatten.

### Angränsande countyn
- Bleckley County, Georgia - nordost
- Dodge County, Georgia - öst
- Wilcox County, Georgia - syd
- Dooly County, Georgia - väst
- Houston County, Georgia - nordväst